# Ceca special limited (revija)
Ceca special limited je bila posebna izdaja srbske revije Svet, ki je bila objavljena 17. junija leta 2006 s strani medijske hiše NID Color Press, d.o.o..
Revija je bila v celoti posvečena življenju in karieri srbske pevke narodno-zabavne glasbe, Svetlane Ražnatović - Cece. 
To je obenem tudi peta revija posvečena Ceci.
K reviji je bil priložen tudi Cecin (takrat aktualni) album Idealno loša. 

## Vsebina
Revija ima 52 strani in vsebuje naslednja poglavja:
| Stran | Poglavje                  | Naziv poglavja                               |
| ----- | ------------------------- | -------------------------------------------- |
| 5     | Cecin intervju            | (Moje solze padajo navzgor)                  |
| 13    | Intervju Marina Tucaković | (Ceca je neustrašna)                         |
| 15    | Milijev intervju          | (Ceca je za vse glasbene okuse)              |
| 18    | Cecini sodelavci          | (Kako naprej?)                               |
| 21    | Vprašanja za Ceco         | (Javne osebnosti sprašujejo Ceco)            |
| 28    | Na turneji s Ceco         | (S Ceco v Skopju, Ljubljani, na Dunaju, ...) |
| 34    | Snemanje videospota       | (Ceca posnela spot za "Lepi grome moj")      |
| 38    | Ceca v medijih            | (Cover page girl)                            |
| 43    | Cecin lepotni tim         | (Ženska, kateri vse pristaja)                |
| 45    | Intervju Saša Vidić       | (Edina pevka, s katero sodelujem)            |
| 47    | Cecini oboževalci         | (Cecina spletna družina)                     |

## Ostale informacije
Posebna izdaja revije je bila objavljena istočasno z objavo (takrat novega) Cecinega albuma Idealno loša. Revija se je prodajala v Srbiji, Črni gori in Bosni in Hercegovini.
- Distribucija v Sloveniji: Videotop, d.o.o., Maribor
- ISSN: 1820-1199
- COBISS.SR-ID: 120311564

## Naklada
Prva naklada revije je štela 100.000 izvodov.